# Usera (stacja metra)
Usera – stacja metra w Madrycie, na linii 6. Znajduje się w dzielnicy Usera, w Madrycie i zlokalizowana jest pomiędzy stacjami Legazpi i Plaza Elíptica. Została otwarta 7 maja 1981.